# Симира
Симира (егип. Smr, аккад. Sumuru, ассирийск. Simirra, финик. זֶמַר) — древний финикийский город на средиземноморском побережье нынешней Сирии, близ границы с Ливаном, крупный торговый центр и порт.
Симира упоминается в «Анналах Тутмоса III» XV века до н. э. как важный опорный пункт Египта в Азии, а в амарнских письмах XIV века до н. э. — как город страны Амурру, с правителем по имени Ахрибта во главе, и как место вооружённых столкновений между правителем Тира Аби-Милки (носившего древнеегипетский титул рабису, военачальника) и князем Амурру Азиру. Политически находился в сфере влияния Древнего Египта как и вся территория Палестины и Финикии того времени. Первоначально город принадлежал царю Библа Риб-Адди, однако восстал против него и принял покровительство князя Амурру Абди-Аширта.